# Verrucadithella dilatimana
Verrucadithella dilatimana är en spindeldjursart som först beskrevs av Vladimir V. Redikorzev 1924.  Verrucadithella dilatimana ingår i släktet Verrucadithella och familjen Tridenchthoniidae. Inga underarter finns listade i Catalogue of Life.